# Frances Polidori

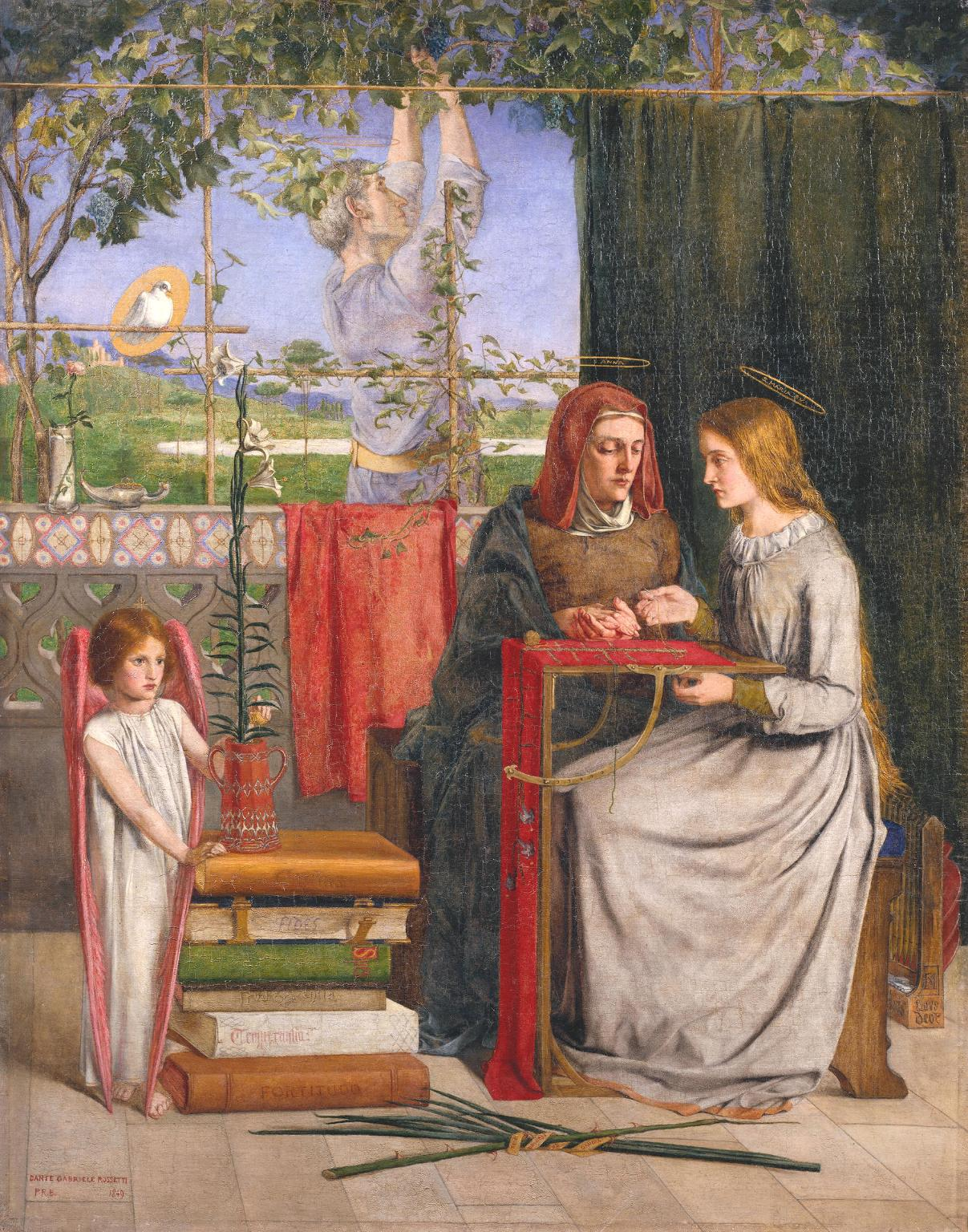
The Girlhood of Mary, Virgin par Dante Gabriel Rossetti. Frances en Sainte Anne, Christina Rossetti en Marie.

Frances Mary Lavinia Polidori, épouse Rossetti, (née le 27 avril 1800 et morte le 8 avril 1886 à Londres) appartient à deux célèbres familles d'artistes italien et anglais. 

## Biographie
Frances Polidori était la fille de l'exilé italien Gaetano Polidori et la sœur de John Polidori, auteur de la nouvelle Le Vampire, un temps médecin et ami de Lord Byron. Bien qu'étant elle-même de religion anglicane, elle épousa l'exilé italien catholique Gabriele Rossetti à Londres. 
Sa fille aînée, Maria, écrivit un livre sur Dante Alighieri avant de devenir nonne.
Ses deux fils, Gabriel Charles Dante (devenu l'artiste Dante Gabriel Rossetti) et William Michael étaient parmi les cofondateurs de la fraternité préraphaélite. 
Sa plus jeune fille, Christina Georgina, devint une célèbre poétesse, notamment connue pour le poème Goblin Market.
Frances Polidori meurt en 1886 et fut enterrée au Cimetière de Highgate.